# Старый Гоа
Старый Гоа, также известен в прессе как Гоа-Велья (хинди गोआ वेल्या, конкани व्हॉडळें गॉय, порт. Velha Goa, Велья Гоа) — город в штате Гоа в Индии, ранее являвшийся столицей португальской Индии, имеющий выдающийся исторический центр. Расположен в округе Северный Гоа.

## О городе
Согласно переписи 2001 года население Гоа-Велья составило 5.411 жителей, в 2010, по оценкам специалистов, население составило приблизительно 5656 человек. Мужчины составляют 53 % населения и женщины — 47 %. В Гоа-Велья население имеет средний уровень грамотности 77 %, что выше, чем в среднем по стране (59,5 %), грамотность среди мужчин — 82 %, среди женщин — 71 %. В Гоа-Велья 9 % населения в возрасте до 6 лет.
Из-за чрезвычайно развитого туристического бизнеса в штате, связанного с популярностью штата у туристов во всём мире, в городе, равно как и во всём остальном штате, экономика, во многом, ориентирована на обслуживание туристов; в городе активно сохраняется и развивается культурное наследие португальской и до-португальской эпох. Так, в Старом Гоа сохранилось множество памятников колониальной архитектуры. К основным достопримечательностям относятся Собор Святой Екатерины (1550 г.), Базилика Бон-Жезуш, монастырь св. Франциска Ассизского (перестроен в 1661 году в мечеть), церковь св. Каетана.

## История
Поселение с XV века, однако город в нынешнем виде был построен португальцами в XVI веке. Именно здесь похоронен св. Франциск Ксаверий. Из-за эпидемий малярии в XVII—XVIII веках население переселилось в пригород Панаджи, ставший позднее столицей колонии и получивший название «Новый Гоа».

## Галерея
- Базилика Бон-Жезуш
- Церковь и монастырь Святого Франциска Ассизского
- Часовня Святой Екатерины— первая португальская церковь, построенная в Гоа в 1510—1511 годах
- Собор Святой Екатерины
- Интерьер Собора Святой Екатерины
- Статуя, посвященная Святейшему Сердцу Иисуса
- Церковь Святой Анны
- Церковь Святого Августина (сейчас в руинах)
- Церковь Девы Марии Розарии
- Часовня Богоматери на горе
- Королевская часовня Святого Антония
- Ворота крепости